# Minari
Pour plus de détails, voir Fiche technique et Distribution.
Minari est un film américain écrit et réalisé par Lee Isaac Chung, sorti en 2020.
Film semi-autobiographique de la jeunesse du réalisateur Lee-Isaac Chung, l'intrigue suit une famille d'immigrés sud-coréens émigrant dans l'Arkansas rural au cours des années 80 à la poursuite de leur propre rêve américain. Mais des tensions apparaissent dans la famille alors que le père, Jacob, a acheté un terrain lamentable ; et que l'étrange grand-mère maternelle arrive pour vivre avec la famille.
Le film est présenté en « sélection officielle » au Festival de Sundance en janvier 2020, où il obtient le Grand Prix du Jury et le Prix du Public.
Le film a été acclamé par la critique, qui a salué la réalisation et le scénario de Chung, les performances de Yeun et de Youn, ainsi que la bande originale d'Emile Mosseri. Nommé six fois aux Oscars 2021, il remporte l'Oscar de la meilleure actrice dans un second rôle pour Youn Yuh-jung. Il est depuis considéré comme l'un des meilleurs films des années 2020, et plus généralement du 21e siècle,,.

## Synopsis
Souhaitant vivre le « rêve américain », une famille américano-coréenne déménage dans une petite ferme de l'Arkansas, durant les années 1980. Les parents travaillent dur dans une entreprise de sexage de poussins, et le père essaie en parallèle de lancer une production de légumes coréens, en visant le marché de la communauté coréenne aux États-Unis. Le jeune David souffre d'une maladie du cœur, source d'inquiétude pour sa mère. Leur vie difficile pèse sur le couple parental, causant de fréquentes disputes qui perturbent leurs enfants.
Pour aider à garder les enfants et soulager un peu le sentiment de solitude de Monica, la mère de famille, ils décident de faire venir de Corée Soon-ja, la grand-mère maternelle. David, qui doit partager sa chambre avec elle, a au début beaucoup de mal à accepter cette grand-mère qui ne correspond pas à son idéal et amène avec elle des coutumes d'un pays dans lequel il n'a jamais vécu.
Soon-ja a amené avec elle des graines de minari (Oenanthe javanica), plante utilisée fréquemment dans la cuisine coréenne, qu'elle sème près de la rivière voisine. Jacob est quant à lui en butte à des difficultés pour l'approvisionnement en eau de ses cultures, et voit un vendeur de Dallas annuler sa commande au dernier moment. Monica souhaite de plus en plus repartir en Californie, quitte à se séparer de Jacob.
David développe des relations plus étroites avec sa grand-mère, qui se montre très affectueuse avec lui. Une nuit, Soon-ja est frappée par un accident cardio-vasculaire, doit être hospitalisée, et se retrouve par la suite fortement handicapée.
Jacob, Monica et leurs enfants se rendent à Oklahoma City pour faire un bilan de l'évolution de la maladie cardiaque de David. Jacob trouve également un acheteur pour ses légumes coréens, mais pendant ce temps, Soon-ja déclenche accidentellement un incendie qui détruit la grange et les récoltes qui y sont entreposées. Soon-ja, dans un état de confusion mentale, commence à s'éloigner sur le chemin, et David va la chercher pour la ramener.
A la fin du film, Jacob et Monica font appel à un sourcier pour trouver un emplacement afin de creuser un puits, montrant ainsi leur volonté de poursuivre leur entreprise malgré les difficultés rencontrées. Jacob et David se rendent près de la rivière, où le minari a bien poussé, et Jacob souligne que Soon-ja a trouvé un endroit particulièrement propice pour le semer.

## Fiche technique
Sauf indication contraire, les informations mentionnées dans cette section peuvent être confirmées par la base de données cinématographiques IMDb,  présente dans la section « Liens externes ».
- Titre original : Minari
- Réalisation et scénario : Lee Isaac Chung
- Musique : Emile Mosseri
- Direction artistique : W. Haley Ho
- Décors : Yong Ok Lee
- Costumes : Susanna Song
- Photographie : Lachlan Milne
- Montage : Harry Yoon
- Production : Dede Gardner, Jeremy Kleiner et Christina Oh

Production déléguée : Joshua Bachove, Brad Pitt et Steven Yeun
- Sociétés de production : Plan B Entertainment
- Société de distribution : A24
- Pays d'origine :  États-Unis
- Langue originale : anglais
- Format : couleur
- Genre : drame
- Durée : 115 minutes
- Dates de sortie :
  - États-Unis : 26 janvier 2020 (Festival de Sundance) ; 11 décembre 2020 (sortie limitée) ; 12 février 2021 (sortie nationale)
  - France : 23 juin 2021
  - Suisse romande : 23 juin 2021
  - Belgique : 30 juin 2021
- Classification :
  - États-Unis : PG-13 (interdit aux moins de 13 ans)
  - France : Tout public

## Distribution
- Steven Yeun (VQ : Maël Davan-Soulas) : Jacob Yi
- Han Ye-ri (VQ : Marie-Ève Sansfaçon) : Monica Yi
- Alan Kim (VQ : Laurent Lemaire) : David Yi
- Noel Kate Cho (VQ : Emma Bao Linh) : Anne Yi
- Youn Yuh-jung (VQ : Johanne Garneau) : Soon-ja
- Will Patton (VQ : Benoît Rousseau) : Paul
- Scott Haze : Billy
- Jacob Wade : Johnnie
- Darryl Cox : M. Harlan
- Esther Moon : Mme Oh

 Source : version québécoise (VQ) sur Doublage.qc.ca

## Production
En juillet 2019, on révèle que Steven Yeun, Han Ye-ri, Youn Yuh-jung, Will Patton et Scott Haze sont engagés dans le film, avec Plan B Entertainment qui produit le film et A24 qui le distribuera.
Le tournage a lieu à Tulsa en Oklahoma, en juillet 2019,.

## Accueil

### Accueil critique
Sur le site Rotten Tomatoes, le tomatometer affiche 98% (pour 302 critiques), estimant que le film offre un portrait intime et poignant de la famille et de l'assimilation dans l'Amérique des années 1980. Sur le site Allociné, la note moyenne des critiques de presse est de 3.9/5 (sur 34 critiques).

## Distinctions

### Récompenses
- Festival du film de Sundance 2020[1],[12] :
  - Grand prix du jury
  - Prix du public
- Golden Globes 2021 : Meilleur film en langue étrangère
- Oscars 2021 : Meilleure actrice dans un second rôle pour Youn Yuh-jung

### Nominations
- Oscars 2021 : 
  - Meilleur film
  - Meilleur réalisateur
  - Meilleur acteur pour Steven Yeun
  - Meilleur scénario original
  - Meilleure musique de film

### Sélection
- Festival du cinéma américain de Deauville 2020 : compétition officielle